# Liste von Aldinen

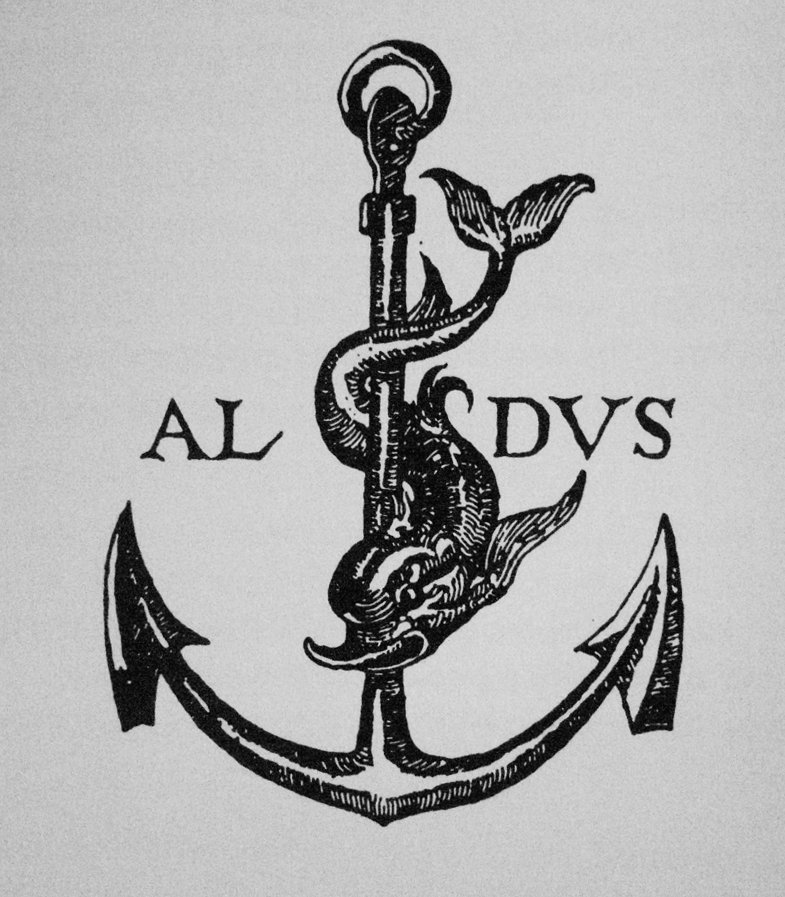
Verlagssignet mit dem Symbol des Delphins um den Anker, das den alten Sinnspruch Festina lente („Eile mit Weile“) darstellt, mit dem Namen Al-dvs auf beiden Seiten (von Aldus Manuzio zur Kennzeichnung seiner Ausgaben verwendet)

Dies ist eine Liste von Aldinen bzw. Aldus-Ausgaben, d. h. eine Übersicht zu den Titeln derjenigen Bücher, die von dem Drucker Aldus Manutius (1449–1515) und seiner Familie ab Ende des 15. Jh. in Venedig herausgebracht wurden.

## Einführung
Die von Aldus Manutius gegründete Druckerei Aldina führte das kleinerformatige Buchformat ein, was quasi die Entstehung von Taschenbüchern begründete. Sie erschienen Ende des 15. Jahrhunderts bis 1515.
Die folgende Übersicht erhebt keinen Anspruch auf Aktualität oder Vollständigkeit.

## Liste
Die folgende Übersicht ist cum grano salis chronologisch angeordnet. Angegeben werden: Verfasser/Herausgeber, Titel (Sprache) und Verschiedenes (Hinweise auf Digitalisate). Zu weiteren bibliographischen Angaben siehe die Fachliteratur des Hauptartikels und die Übersicht in der italienischen Wikipedia.
| Autor                                      | Titel | Sprache                        | Verschiedenes |
| ------------------------------------------ | --- | ------------------------------ | --- |
| Konstantinos Laskaris                      | Ἐρωτήματα. Erotemata Fragen | Latein Griechisch              | München, Bayerische Staatsbibliothek, Ink C-530                                                                                              |
| Theodoros Prodromos                        | Γαλεομυομαχία. Galeomyomachia Katzenmäusekrieg | Griechisch                     | |
| Musaios                                    | Ποιημάτιον τὰ καθ' Ἡρὼ καὶ Λέανδρον. Opusculum de Herone & Leandro                                                                                   | Latein Griechisch              | München, Bayerische Staatsbibliothek, Ink M-592                                                                                              |
| Aristoteles                                | [Opera omnia, volume I] Sämtliche Werke, Band 1 | Latein Griechisch              | Biblioteca Apostolica Vaticana, Stamp.Barb.CCC.V.13                                                                                          |
| Theodorus Gaza                             | Γραμματικὴ Εἰσαγωγή. Introductivae grammatices libri quatuor                                                                                         | Latein Griechisch              | München, Bayerische Staatsbibliothek, Ink G-47                                                                                               |
| Pietro Bembo                               | De Aetna Der Ätna | Latein                         | München, Bayerische Staatsbibliothek, Ink B-269, Venezia, Biblioteca Nazionale Marciana, ALDINE 335.001                                      |
| Theokritos                                 | Εἰδύλλια. Eclogae Eklogen | Latein Griechisch              | München, Bayerische Staatsbibliothek, Ink T-148                                                                                              |
|                                            | Θησαυρός. Thesaurus Cornucopiae & Horti Adonidis | Latein Griechisch              | München, Bayerische Staatsbibliothek, Ink T-159                                                                                              |
| Alessandro Benedetti                       | Diaria de bello Carolino (über die Schlacht bei Fornovo di Taro sowie über die Belagerung Novaras)                                                   | Latein                         | München, Bayerische Staatsbibliothek, Ink B-277, Venezia, Biblioteca Nazionale Marciana, D 390 D 123                                         |
| Marcus Tullius Cicero                      | Synonyma. Add: De differentiis. Bartholomaeus Fatius: Synonyma et differentiae                                                                       | Latein                         | München, Bayerische Staatsbibliothek, Ink C-415                                                                                              |
| Maiolus Laurentius                         | De gradibus medicinarum | Latein                         | München, Bayerische Staatsbibliothek, Ink M-63                                                                                               |
| Aldo Manuzio                               | Brevissima introductio ad litteras graecas | Latein Griechisch              | München, Bayerische Staatsbibliothek, Ink I-254                                                                                              |
| Aristoteles                                | [Opera omnia, volume II] | Latein Griechisch              | München, Bayerische Staatsbibliothek, Ink A-698                                                                                              |
| Aristoteles                                | [Opera omnia, volume III] | Latein Griechisch              | München, Bayerische Staatsbibliothek, Ink A-698                                                                                              |
| Aristoteles                                | [Opera omnia, volume IV] | Latein Griechisch              | München, Bayerische Staatsbibliothek, Ink A-698                                                                                              |
| Niccolò Leoniceno                          | Libellus de epidemia quam vulgo morbum Gallicum vocant                                                                                               | Latein                         | München, Bayerische Staatsbibliothek, Ink N-130 / Harvard University Library                                                                 |
| Maiolus, Laurentius                        | Epiphyllides in dialecticis. Add: De conversione propositionum secundum peripateticos. Averroes: Quaestio in librum Analyticorum priorum Aristotelis | Latein                         | München, Bayerische Staatsbibliothek, Ink M-64                                                                                               |
| Iamblichos                                 | De mysteriis Aegyptiorum. Chaldaeorum. Assyriorum | Latein                         | München, Bayerische Staatsbibliothek, Ink I-127                                                                                              |
| Johannes Crastonis                         | Dictionarium græcum copiosissimum | Latein Griechisch antico       | München, Bayerische Staatsbibliothek, Ink C-691                                                                                              |
|                                            | Horai tes aeiparthenou Marias kat'ethos tes romaikes aules                                                                                           | Griechisch antico              | |
| Urbano Bolzanio                            | Institutiones Graecae grammatices | Latein Griechisch              | München, Bayerische Staatsbibliothek, Ink V-8                                                                                                |
| Niccolò Leoniceno                          | De Tiro seu Vipera | Latein                         | |
| Aristoteles                                | [Opera omnia, volume V] | Latein Griechisch              | München, Bayerische Staatsbibliothek, Ink A-698                                                                                              |
| Aristophanes                               | Κωμῳδίαι ἐννέα. Comoediae novem | Griechisch                     | München, Bayerische Staatsbibliothek, Ink A-673 / Rare Book Room (Stanford copy)                                                             |
| Angelo Poliziano                           | Omnia Opera | Latein                         | München, Bayerische Staatsbibliothek, Ink P-663                                                                                              |
|                                            | Ψαλτήριον. Psalterium | Griechisch                     | München, Bayerische Staatsbibliothek, Ink P-850                                                                                              |
| Pedanios Dioskurides                       | Ἐπιστολαὶ διαφόρων φιλοσόφων, ῥητόρων σοφιστῶν. Epistolae diversorum philosophorum oratorum                                                          | Latein Griechisch              | München, Bayerische Staatsbibliothek, Ink E-86.1, Ink E-86.2                                                                                 |
| Niccolò Perotti                            | Cornucopiae sive linguae latinae commentarii | Latein                         | München, Bayerische Staatsbibliothek, Ink P-221                                                                                              |
| Girolamo Amaseo                            | Vaticinium | Latein                         | |
| Francesco Colonna                          | Hypnerotomachia Poliphili | Latein Italienisch             | Wolfenbütteler Digitale Bibliothek (WDB), Venezia, Biblioteca Nazionale Marciana, D 394 D 290 Museo Gutenberg in Magonza - Germania          |
| Marcus Tullius Cicero                      | Scriptores astronomici | Latein Griechisch              | Wolfenbütteler Digitale Bibliothek (WDB) / Universitätsbibliothek Freiburg, Ink. 4. D 421                                                    |
| Aldo Manuzio                               | Introductio utilissima Hebraice discere cupientibus                                                                                                  | Latein Hebräisch               | Württembergische Landesbibliothek (WLB) |
| Katharina von Siena                        | Epistole devotissime | Italienisch                    | München, Bayerische Staatsbibliothek, Ink C-193.050, Venezia, Biblioteca Nazionale Marciana, ALDINE 36                                       |
| Titus Lucretius Carus                      | De rerum natura | Latein                         | München, Bayerische Staatsbibliothek, Ink L-254                                                                                              |
| Vergil                                     | Vergilius | Latein                         | Firenze, Biblioteca Nazionale Centrale, Ald.1.1.3                                                                                            |
| Gianfrancesco Pico della Mirandola         | Liber de imaginatione | Latein Griechisch              | München, Bayerische Staatsbibliothek, 915617 4 Ph.sp. 148                                                                                    |
| Quintus Horatius Flaccus                   | Horatius | Latein                         | |
| Francesco Petrarca                         | Le cose volgari | Italienisch                    | Berlin, Staatsbibliothek, Ald. Ren. 28,5 - 1 2 3; Brandeis University Libraries, Venezia, Biblioteca Nazionale Marciana, Aldine 498          |
| Decimus Iunius Iuvenalis                   | Iuuenalis. Persius | Latein                         | Venezia, Biblioteca della Fondazione Giorgio Cini, FOAN G 0725                                                                               |
| Girolamo Donati                            | Ad Gallorum regem oratio | Latein                         | |
| Marcus Valerius Martialis                  | Martialis | Latein                         | Roma, Biblioteca Nazionale Centrale, RA 383, 68. 7.C.8, 68.7.B.20                                                                            |
| Giorgio Valla                              | De expetendis, et fugiendis rebus opus | Latein                         | |
| Poetae Christiani veteres                  | Opera, vol. [I] (Prudentius [et al.]) | Latein                         | |
| Poetae Christiani veteres                  | Opera, vol. [II] (Sedulius [et al.]) | Latein                         | |
| Nonnus Panopolitanus                       | Μεταβολὴ τοῦ κατὰ Ἰωάννην ἁγίου εὐαγγελίου. Metabolē tou kata Iōannēn hagiou Euangeliou                                                              | Griechisch                     | Roma, Biblioteca Nazionale Centrale, 68.7.D.31                                                                                               |
| Costantinus Lascarius                      | De octo partibus orationis liber | Latein Griechisch Hebräisch    | Firenze, Biblioteca Nazionale Centrale, ALD. 2.6.10/a                                                                                        |
| Terentius Florenius Brixianus              | Apologia in Bartholinum Atriensem & Gabrielem Ciminum Britannicos grammatocyphonas                                                                   | Latein                         | |
| Catull Tibull Properz                      | Libellus Elegiarum libri | Latein                         | Firenze, Biblioteca Nazionale Centrale, ALD. 1.1.36                                                                                          |
| Stephanus Byzantinus                       | Περὶ πόλεων. De urbibus | Griechisch Latein              | München, Bayerische Staatsbibliothek, 994196 Res/2 A.gr.b. 1023                                                                              |
| Flavius Philostratus                       | Εἰς τὸν Απολλωνίου τοῦ τυανέως βίον βιβλία ὀκτώ. Philostrati de vita Apollonii Tyanei libri octo                                                     | Griechisch Latein              | Roma, Biblioteca Nazionale Centrale, 68.8.F.22                                                                                               |
| Marcus Tullius Cicero                      | Epistolae familiares | Latein                         | |
| Iulius Pollux                              | Ὀνομαστικόν. Vocabularium | Griechisch Latein              | Venezia, Biblioteca Nazionale Marciana, ALDINE 112 Landesbibliothek Oldenburg, https://digital.lb-oldenburg.de/ihd/content/titleinfo/1787249 |
| Marcus Annaeus Lucanus                     | Pharsalia | Latein                         | Roma, Biblioteca Nazionale Centrale, 68.6.C.22 68.6.A.2                                                                                      |
| Thucydides                                 | Θουκυδίδης. Thucydides | Griechisch                     | Roma, Biblioteca Nazionale Centrale, 68.8.E.22.1                                                                                             |
| Sophokles                                  | Τραγῳδίαι ἑπτά. Tragaediae septem | Griechisch                     | Roma, Biblioteca Nazionale Centrale, 68.8.B.33                                                                                               |
| Dante Alighieri                            | Le terze rime | Italienisch                    | Manchester, John Rylands University Library, R213786, Venezia, Biblioteca Nazionale Marciana, ALDINE 499                                     |
| Publius Papinius Statius                   | Sylvarum libri quinque | Griechisch Latein              | Roma, Biblioteca Nazionale Centrale, 68.6.A.7                                                                                                |
| Herodot                                    | Λόγοι ἐννέα. Libri novem | Griechisch Latein              | Roma, Biblioteca Nazionale Centrale, 68.8.H.6                                                                                                |
| Giorgio Interiano                          | La vita, et sito de Zychi, chiamati Ciarcassi | Italienisch Latein             | Berlin, Staatsbibliothek, Ald. Ren. 36,9 |
| Egnatius Baptista                          | Oratio in laudem Benedicti Prunuli recitata in qua et iuuenilis aetatis, et sacri ordinis obiter tractata defensio continetur                        | Latein                         | |
| Valerius Maximus                           | Dictorum et factorum memorabilium libri novem | Latein                         | Roma, Biblioteca Nazionale Centrale, 68.8.B.32, 68.7.C.5                                                                                     |
| Publius Ovidius Naso                       | Metamorphoseon libri quindecim | Griechisch Latein              | Venezia, Biblioteca Nazionale Marciana, ALDINE 847                                                                                           |
| Publius Ovidius Naso                       | Heroidum epistolae | Griechisch Latein              | Firenze, Biblioteca Nazionale Centrale, Ald.1.1.24                                                                                           |
| Euripides                                  | Τραγῳδίαι ἑπτακαίδεκα. Tragœdiæ septendecim | Griechisch                     | |
| Origenes                                   | In Genesim homiliae | Latein                         | |
| Publius Ovidius Naso                       | Fastorum, libri 6. De tristibus, libri 5. De Ponto, libri 4                                                                                          | Latein                         | München, Bayerische Staatsbibliothek, 999/Class.420 - 1 / 2                                                                                  |
| Lukian                                     | Λουκιανοῦ. Φιλοστράτου εἰκόνεις. Luciani opera. Icones Philostrati                                                                                   | Griechisch                     | |
| Ammonius Hermiae                           | Ὑπόμνημα εἰς τὸ περὶ ἑρμηνείας Ἀριστοτέλους. Commentaria in librum Peri Hermenias                                                                    | Griechisch                     | Venezia, Biblioteca Nazionale Marciana, ALDINE 204                                                                                           |
| Bessarion                                  | In calumniatorem Platonis libri quatuor | Latein                         | |
| Ulpian                                     | Προλεγόμενα εἴς τε τοὺς Ὀλυνθιακούς. Commentarioli in Olynthiacas                                                                                    | Griechisch                     | Madrid, Universidad Complutense, BH DER 145                                                                                                  |
| Xenophon                                   | Παραλειπόμενα, ἄπερ καὶ ἑλληνικὰ ἐκάλεσε. Xenophontis omissa: quae & graeca gesta appellantur                                                        | Griechisch Latein              | Roma, Biblioteca Nazionale Centrale, 68.8.E.22.2 - 68.6.E.16                                                                                 |
| Johannes Philoponos                        | In Posteriora resolutoria Aristotelis commentaria | Griechisch Latein              | |
| Scipione Forteguerri                       | Oratio de laudibus literarum Graecarum | Latein                         | |
| Poetae Christiani veteres                  | Opera, vol. [III] (Gregor von Nazianz [et al.]) | Latein Griechisch              | |
| Giovanni Stefano Emiliano                  | Encomiastica | Latein                         | |
| Homer                                      | Ἰλιάς. Iliade. Ὀδύσσεια. Odissea | Griechisch Latein              | |
| Quintus Smyrnaeus                          | Παραλειπομένων Ὁμήρου, βιβλία τεσσαρεσκαίδεκα. Derelictorum ab Homero libri quatuordecim                                                             | Griechisch                     | Venezia, Biblioteca Marciana, Aldine 513 |
| Pietro Bembo                               | Gli Asolani | Italienisch                    | Roma, Biblioteca Nazionale Centrale 68.8.D.11, 68.7.D.21                                                                                     |
| Giovanni Aurelio Augurelli                 | Carmina | Latein                         | Roma, Biblioteca Nazionale Centrale 68.8.C.14                                                                                                |
|                                            | Horae in laudem beatiss. Virginis | Latein                         | |
| Giovanni Pontano                           | Opera | Latein                         | Roma, Biblioteca Nazionale Centrale 68.7.B.5, 68.6.C.7                                                                                       |
| Adriano Castellesi                         | Adriani cardinalis S. Chrysogoni ad Ascanium cardinalem Venatio                                                                                      | Latein                         | |
| Aesop                                      | Vita & fabellae | Griechisch Latein              | Boston, Public Library RARE BKS XQ.49.25 FOLIO                                                                                               |
| Vergil                                     | Vergilius | Latein                         | |
| Euripides                                  | Hecuba, et Iphigenia in Aulide Euripidis tragoediæ in latinum tralatæ [!] Erasmo Roterodamo interprete                                               | Latein                         | Roma, Biblioteca Nazionale Centrale 68.6.A.5                                                                                                 |
| Aldus Manutius                             | Institutionum grammaticarum libri quatuor | Latein Griechisch Hebräisch    | Venezia, Biblioteca Marciana, ALDINE 360 |
| Erasmus von Rotterdam                      | Erasmi Roterodami Adagiorum chiliades tres, ac centuriae fere totidem                                                                                | Griechisch Latein              | |
| Plinius Caecilius Secundus                 | Epistolarum libri decem | Latein                         | Roma, Biblioteca Nazionale Centrale, 68. 8.B.26, 68. 6.C.4                                                                                   |
|                                            | Rethores Graeci, volume 1 | Griechisch Latein              | |
| Plutarch                                   | Opuscula | Griechisch Latein              | |
| Horaz                                      | Pœmata | Latein                         | Venezia, Biblioteca Nazionale Marciana, ALDINE 611                                                                                           |
| Sallust                                    | De coniuratione Catilinae | Latein                         | Roma, Biblioteca Nazionale Centrale, 68. 6.B.4                                                                                               |
|                                            | Rhetores Graeci, volume 2 | Griechisch Latein              | |
| Manuel Chrysoloras                         | Ἐρωτήματα. Erotemata | Griechisch                     | Venezia, Biblioteca Nazionale Marciana, ALDINE 595                                                                                           |
| Konstantinos Laskaris                      | De octo partibus orationis | Griechisch Latein              | Roma, Biblioteca Nazionale Centrale, 68. 6.D.14                                                                                              |
| Giovanni Pontano                           | Opera | Latein                         | Roma, Biblioteca Nazionale Centrale, 68. 7.C.9.1, 68. 8.B.37                                                                                 |
| Pindar                                     | Ὀλύμπια. Πύθια. Νέμεα. Ἴσθμια. Olympia. Pythia. Nemea. Isthmia                                                                                       | Griechisch Latein              | Roma, Biblioteca Nazionale Centrale 68. 8.B.25                                                                                               |
| Ercole Strozzi und Tito Vespasiano Strozzi | Strozij poetae pater et filius | Griechisch Latein              | Venezia, Biblioteca Nazionale Marciana, ALDINE 580                                                                                           |
| Aristoteles                                | De natura animalium | Latein                         | Bari, Biblioteca comunale De Miccolis Angelini, F. ANTICO XXXIV B / 14                                                                       |
|                                            | Oratores Graeci | Griechisch Latein              | |
| Marcus Tullius Cicero                      | Epistolarum ad Atticum | Latein                         | Medford, Tisch Library, PA6297 .A1 1513 |
| Alexander Aphrodisiensis                   | Εἰς τὰ τοπικὰ Ἀριστοτέλους. In Topica Aristotelis commentarii                                                                                        | Griechisch Latein              | |
| Plato                                      | Ἅπαντα τὰ τοῦ Πλάτωνος. Omnia Platonis opera | Griechisch Latein              | Roma, Biblioteca Nazionale Centrale, 68. 6.E.11                                                                                              |
| Niccolò Perotti                            | Cornucopiae, sive linguæ Latinæ commentarij | Latein                         | Brindisi, Biblioteca comunale Giovanni Calò, ANTICO II A 20, Roma, Biblioteca Nazionale Centrale 68.7.E.25                                   |
| Caesar                                     | Commentarii de bello Gallico | Latein                         | Roma, Biblioteca Nazionale Centrale, 68.8.B.22, 68.7.B.3,68.6.B.17,68.6.B.3                                                                  |
| Demosthenes                                | Λόγοι δύο καὶ ἑξήκοντα. Demosthenis orationes duae & sexaginta                                                                                       | Griechisch Latein              | Venezia, Biblioteca Nazionale Marciana, MSS (=12387) Gr. VIII, 5                                                                             |
| Suidas                                     | Suida. Σουίδα | Griechisch Latein              | |
| Marcus Tullius Cicero                      | Rhetoricorum ad C. Herennium | Latein                         | Roma, Biblioteca Nazionale Centrale, 68.7.D.2                                                                                                |
|                                            | Scriptores rei rusticae | Latein                         | Roma, Biblioteca Nazionale Centrale, 68.6.D.19                                                                                               |
| Athenaeus Naucratita                       | Δειπνοσοφισταί | Griechisch Latein              | Firenze, Biblioteca Nazionale Centrale, MAGL.7.8.244 / RARI.22.A.3.2, Venezia, Biblioteca Nazionale Marciana, ALDINE 072                     |
| Hesychius Alexandrinus                     | Λεξικόν. Dictionarium | Griechisch Latein              | Venezia, Biblioteca Nazionale Marciana, ALDINE 096                                                                                           |
| Quintilian                                 | M.F. Quintilianus | Latein                         | Tours, Centro di studi superiori sul Rinascimento, SR 7A / 13136                                                                             |
| Iacopo Sannazzaro                          | Arcadia del Sannazzaro | Italienisch                    | Roma, Biblioteca Nazionale Centrale, 68.8.B.17                                                                                               |
| Valerius Maximus                           | Exempla quatuor et viginti nuper inuenta ante caput de ominibus                                                                                      | Latein                         | Roma, Biblioteca Nazionale Centrale, 68.7.A.34                                                                                               |
| Vergil                                     | Virgilius | Latein                         | |
| Aldo Manuzio                               | Institutionum grammaticarum libri quatuor | Latein Neugriechisch Hebräisch | München, Bayerische Staatsbibliothek |
| Lukrez                                     | De rerum natura | Latein                         | Roma, Biblioteca Nazionale Centrale, 68.8.C.9                                                                                                |
| Aldo Manuzio                               | Aldi Manutii Romani Grammaticae institutiones graecae                                                                                                | Griechisch antico Latein       | München, Bayerische Staatsbibliothek |